# Rouvignies
 Rouvignies  es una comuna y población de Francia, en la región de Norte-Paso de Calais, departamento de Norte, en el distrito de Valenciennes y cantón de Valenciennes-Sud.
Está integrada en la Communauté d'agglomération de Valenciennes Métropole.

## Demografía
| abs. | 113 | 140 | 182 | 195 | 196 | 221 | 260 | 253 | 256 | 262 | 261 | 285 | 308 | 346 | 335 | 370 | 398 | 411 | 405 | 376 | 420 | 434 | 500 | 476 | 525 | 526 | 521 | 571 | 527 | 503 | 588 | 709 |
| Para los censos de 1962 a 1999 la población legal corresponde a la población sin duplicidades (Fuente: INSEE [Consultar]) |     |     |     |     |     |     |     |     |     |     |     |     |     |     |     |     |     |     |     |     |     |     |     |     |     |     |     |     |     |     |     |     |

Forma parte de la aglomeración urbana de Valenciennes.